# Marciano (La guerra de los mundos)

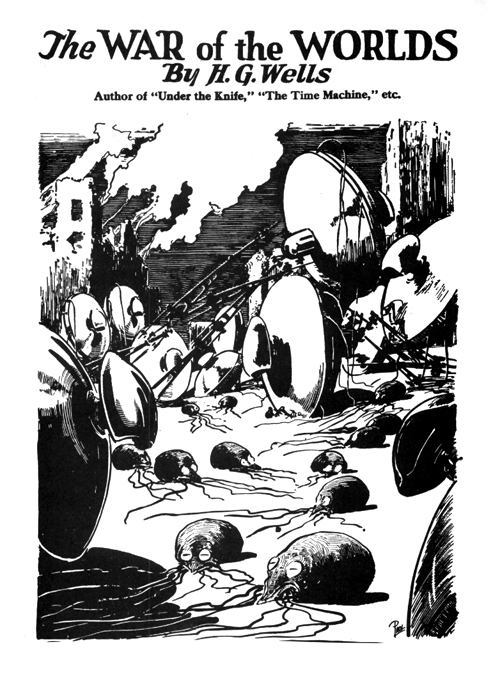
Representación pictórica en 1927 Amazing Stories por Frank R. Paul

Los marcianos son la raza invasora en la novela de ciencia ficción y los antagonistas principales de H. G. Wells: La guerra de los mundos.

## En la novela
Los marcianos son descritos como criaturas muy simples, al principio eran parecidos a los seres humanos, pero la evolución omitió las partes de su cuerpo innecesarias dejando como resultado enormes cabezas de 1.20 m de diámetro, con un par de ojos oscuros e inhumanos enfrente; justo abajo de estos, un pico carnoso; y alrededor de esta boca babeante, 16 tentáculos (en la novela se refieren a los brazos de cefalópodo como tentáculos) separados en dos grupos de ocho a ambos lados del pico (el protagonista de la novela especula que esos tentáculos evolucionaron a partir de los dedos de las manos y los pies de los marcianos primitivos, alargándose a medida que las extremidades se atrofiaban); por último respecto a los órganos externos, una superficie saliente que hacía de tímpano en la parte de atrás de la cabeza. Su piel era grasosa y de color marrón grisáceo. 
En lo que se refiere a órganos internos, los marcianos eran también muy simples: corazón, pulmones, venas y sobre todo: el cerebro, eran el total de sus órganos internos. No tenían estómago y subsistían a base de transfusiones de sangre que le quitaban a otras especies, por lo que se los podría considerar hematófagos.
Los marcianos nunca sentían sueño ni cansancio, trabajaban las 24 horas del día, como las hormigas. Se reproducían asexualmente: el hijo simplemente "emergía" del padre, como las patatas/papas. No tenían emociones ni sentimientos.

## En otras adaptaciones

### Versión Musical de Jeff Wayne de La Guerra de los Mundos
En esta versión, el primer diseño del marciano era muy apegado al del libro: tenía una gran cabeza con ojos como de hombrecillo verde, debajo de ellos una boca en forma de "V", 16 tentáculos a ambos lados de ésta piel grasosa y dos superficies salientes que hacían de tímpanos. Cada marciano era de un color diferente en esta versión. El segundo diseño, el más nuevo, ya era más diferente: gran cabeza, ojos grisáceos, y montones de tentáculos (no sólo 16) colgando de la parte de arriba de la cabeza. Incluso de la carnosa boca salían tentáculos. La piel sí era marrón en este diseño.

### La guerra de los mundos (película de 1953)
En esta versión los marcianos son muy distintos a los de la novela. Son pequeños bípedos de aparencia tosca con piel marrón y venas palpitantes. Tienen un solo ojo, con tres pupilas de diferentes colores:azul, rojo y verde. Tienen tres dedos en cada mano. No tienen pies: tienen 6 "tentáculos" con 3 "dedos" cada uno. 

### H. G. Wells' The War of the Worlds
En esta poco conocida adaptación del libro, realizada por Timothy Hines, los marcianos son casi exactos a la descripción dada en el libro, con algunos pequeños cambios.

### War of the Worlds (2005)
En esta también poco conocida pero bien escrita adaptación de David Michael Latt, los marcianos son criaturas similares a insectos con patas de dos metros de altura, y tienen la habilidad de escupir ácido.

### La guerra de los mundos (película de 2005)
En esta conocida adaptación dirigida por Steven Spielberg -tercera película sobre el mismo tema de 2005- los marcianos son criaturas con mucha similitud con sus máquinas de guerra (trípodes). La cabeza es similar a la de un Triceratops, con un par de ojos negros. Abajo de ellos tienen un pico. No poseen tentáculos. Tienen cinco extremidades compuestas por dos largos "brazos" y una pata, y andan sobre esos tres miembros articulados y dos brazos cortos en el "pecho". Todos sus miembros tienen tres dedos.

## En otras obras de ciencia ficción
También se les menciona, por ejemplo, en la novela De Marte a Providence; donde los marcianos de La guerra de los mundos comercian con los Mi-go.